# 佐藤信弥
佐藤 信弥（さとう しんや、1976年 - ）は、日本の中国史学者。
専門は中国殷周史。

## 来歴
兵庫県生まれ。
関西学院大学大学院文学研究科博士課程後期課程単位取得満期退学。「西周期における祭祀儀礼の研究」 にて博士（歴史学）。
立命館大学白川静記念東洋文字文化研究所客員研究員、大阪府立大学客員研究員。白川静記念東洋文字文化研究所内にある「漢字学研究会」に所属。

## 著書
- 西周期における祭祀儀礼の研究 朋友書店 2014
- 周－理想化された古代王朝 中央公論新社<中公新書> 2016
- 中国古代史研究の最前線 星海社<星海社新書> 2018
- 戦争の中国古代史 講談社現代新書 2021
- 戦乱中国の英雄たち－三国志、『キングダム』、宮廷美女の中国時代劇 中公新書ラクレ 2021
- 古代中国王朝史の誕生 筑摩書房<ちくま新書> 2024